# Cupa UEFA 1979-1980
Cupa UEFA 1979-1980 a fost a 9-a ediție a competiției de fotbal Cupa UEFA și a 22-a dacă se iau în calcul cele 13 ediții ale Cupei Orașelor Târguri (Inter-Cities Fairs Cup). A fost câștigată de Eintracht Frankfurt. Toate cele patru semifinaliste au venit din Germania de Vest, iar o a cincea a fost eliminată în sferturi. Aceasta este singura dată când toate cele patru semifinaliste dintr-o competiție de club UEFA au venit dintr-o singură țară.

## Prima rundă
| Echipa #1                 | Total  | Echipa #2                 | Tur           | Retur                |
| ------------------------- | ------ | ------------------------- | ------------- | -------------------- |
| Zbrojovka Brno            | 7–1    | Esbjerg fB                | 6–0 (Cronică) | 1–1 (Cronică)        |
| Aarhus Gymnastik Forening | 2–1    | Stal Mielec               | 1–1 (Cronică) | 1–0 (Cronică)        |
| Aberdeen F.C.             | 1–2    | Eintracht Frankfurt       | 1–1 (Cronică) | 0–1 (Cronică)        |
| Aris Salonic              | 4–3    | S.L. Benfica              | 3–1 (Cronică) | 1–2 (Cronică)        |
| Atlético Madrid           | 1–5    | Dynamo Dresden            | 1–2 (Cronică) | 0–3 (Cronică)        |
| Borussia Mönchengladbach  | 4–1    | Viking F.K.               | 3–0 (Cronică) | 1–1 (Cronică)        |
| Dinamo București          | 12–0   | Alki Larnaca F.C.         | 3–0 (Cronică) | 9–0 (Cronică)        |
| Dundee United F.C.        | (a)1–1 | R.S.C. Anderlecht         | 0–0 (Cronică) | 1–1 (Cronică)        |
| Bohemians Praga           | 2–4    | Bayern München            | 0–2 (Cronică) | 2–2 (Cronică)        |
| FC Carl Zeiss Jena        | 4–1    | West Bromwich Albion F.C. | 2–0 (Cronică) | 2–1 (Cronică)        |
| FC Dinamo Kiev            | 3–2    | ȚSKA Sofia                | 2–1 (Cronică) | 1–1 (Cronică)        |
| FC Progrès Niedercorn     | 0–6    | Grasshopper Club Zürich   | 0–2 (Cronică) | 0–4 (Cronică)        |
| Șahtar Donețk             | 2–3    | AS Monaco                 | 2–1 (Cronică) | 0–2 (Cronică)        |
| Feyenoord Rotterdam       | 2–0    | Everton                   | 1–0 (Cronică) | 1–0 (Cronică)        |
| Fussballclub Zürich       | 2–8    | 1. FC Kaiserslautern      | 1–3 (Cronică) | 1–5 (Cronică)        |
| Galatasaray               | 1–3    | Steaua Roșie Belgrad      | 0–0 (Cronică) | 1–3 (Cronică)        |
| Glenavon F.C.             | 0–2    | Standard Liège            | 0–1 (Cronică) | 0–1 (Cronică)        |
| Internazionale            | 3–2    | Real Sociedad             | 3–0 (Cronică) | 0–2 (Cronică)        |
| Kalmar FF                 | 2–2(a) | Keflavik IF               | 2–1 (Cronică) | 0–1 (Cronică)        |
| KPT Kuopio                | 1–4    | Malmö FF                  | 1–2 (Cronică) | 0–2 (Cronică)        |
| Napoli                    | 2–1    | Olympiacos                | 2–0 (Cronică) | 0–1 (Cronică)        |
| Orduspor                  | 2–6    | FC Baník Ostrava          | 2–0 (Cronică) | 0–6 (Cronică)        |
| Perugia                   | 1–0    | Dinamo Zagreb             | 1–0 (Cronică) | 0–0 (Cronică)        |
| Lokomotiv Sofia           | 3–2    | Ferencvárosi Torna Club   | 3–0 (Cronică) | 0–2 (Cronică)        |
| Rapid Viena               | 2–4    | Diósgyőri VTK Miskolc     | 0–1 (Cronică) | 2–3 (Cronică)        |
| Skeid Fotball             | 1–10   | Ipswich Town F.C.         | 1–3 (Cronică) | 0–7 (Cronică)        |
| Sporting Lisabona         | 2–0    | Bohemian F.C.             | 2–0 (Cronică) | 0–0 (Cronică)        |
| Sporting de Gijón         | 0–1    | PSV Eindhoven             | 0–0 (Cronică) | 0–1 (Cronică)        |
| Valletta                  | 0–7    | Leeds United F.C.         | 0–4 (Cronică) | 0–3 (Cronică)        |
| Stuttgart                 | (a)2–2 | Torino                    | 1–0 (Cronică) | 1–2 (d.p.) (Cronică) |
| Widzew Łódź               | 2–4    | AS Saint-Étienne          | 2–1 (Cronică) | 0–3 (Cronică)        |
| Wiener Sport-Club         | 1–3    | FC Universitatea Craiova  | 0–0 (Cronică) | 1–3 (Cronică)        |

### Tur
| Zbrojovka Brno                                                  | 6–0    | Esbjerg |
| --------------------------------------------------------------- | ------ | ------- |
| - Mazura 17' - Janečka 53', 75' - Kroupa 55' - Jarůšek 72', 87' | Raport |         |

| AGF       | 1–1    | Stal Mielec |
| --------- | ------ | ----------- |
| Olsen 55' | Raport | Karaś 64'   |

| Aberdeen   | 1–1    | Eintracht Frankfurt |
| ---------- | ------ | ------------------- |
| Harper 53' | Raport | Cha 12'             |

| Aris Salonic                                   | 3–1    | Benfica      |
| ---------------------------------------------- | ------ | ------------ |
| - Ballis 17' - Pallas 21' (pen.) - Zindros 58' | Raport | Reinaldo 30' |

| Atlético Madrid | 1–2    | Dynamo Dresden           |
| --------------- | ------ | ------------------------ |
| Cano 46'        | Raport | - Häfner 56' - Weber 85' |

| Borussia Mönchengladbach              | 3–0    | Viking |
| ------------------------------------- | ------ | ------ |
| - Lienen 11' - Nickel 42' - Kulik 79' | Raport |        |

| Dinamo București                               | 3–0    | Alki Larnaca |
| ---------------------------------------------- | ------ | ------------ |
| - Mulțescu 34' - Georgescu 40' - Vrînceanu 56' | Raport |              |

| Dundee United | 0–0    | Anderlecht |
| ------------- | ------ | ---------- |
|               | Raport |            |

| Bohemians Praga | 0–2    | Bayern München               |
| --------------- | ------ | ---------------------------- |
|                 | Raport | - Kraus 26' - Rummenigge 74' |

| Carl Zeiss Jena                  | 2–0    | West Bromwich Albion |
| -------------------------------- | ------ | -------------------- |
| - Schnuphase 36' - Lindemann 64' | Raport |                      |

| Dinamo Kiev                | 2–1    | ȚSKA Sofia   |
| -------------------------- | ------ | ------------ |
| Bezsonov 1' Demyanenko 52' | Raport | Metodiev 34' |

| Progrès Niederkorn | 0–2    | Grasshoppers             |
| ------------------ | ------ | ------------------------ |
|                    | Raport | - Hermann 53' - Egli 79' |

| Șahtar Donețk       | 2–1    | Monaco    |
| ------------------- | ------ | --------- |
| Sokolovsky 48', 70' | Raport | Petit 80' |

| Feyenoord  | 1–0    | Everton |
| ---------- | ------ | ------- |
| Notten 28' | Raport |         |

| Zürich      | 1–3    | Kaiserslautern                               |
| ----------- | ------ | -------------------------------------------- |
| Zwicker 83' | Raport | - Neues 20' (pen.) - Bongartz 82' - Wolf 85' |

| Galatasaray | 0–0    | Steaua Roșie Belgrad |
| ----------- | ------ | -------------------- |
|             | Raport |                      |

| Glenavon | 0–1    | Standard Liège |
| -------- | ------ | -------------- |
|          | Raport | Edström 68'    |

| Inter Milan                      | 3–0    | Real Sociedad |
| -------------------------------- | ------ | ------------- |
| Muraro 46' Baresi 48' Marini 76' | Raport |               |

| Kalmar FF                    | 2–1    | Keflavík        |
| ---------------------------- | ------ | --------------- |
| - Sunesson 3' - Sandberg 24' | Raport | Margeirsson 70' |

| KPT         | 1–2    | Malmö FF                           |
| ----------- | ------ | ---------------------------------- |
| Pirinen 87' | Raport | - Andersson 29' - Prytz 52' (pen.) |

| Napoli                               | 2–0    | Olympiacos |
| ------------------------------------ | ------ | ---------- |
| Damiani 27' (pen.) Agostinelli 90+1' | Raport |            |

| Orduspor                | 2–0    | Baník Ostrava |
| ----------------------- | ------ | ------------- |
| - Umanç 28' - Güney 57' | Raport |               |

| Perugia                | 1–0    | Dinamo Zagreb |
| ---------------------- | ------ | ------------- |
| Vujadinović 43' (o.g.) | Raport |               |

| Lokomotiv Sofia                      | 3–0    | Ferencváros |
| ------------------------------------ | ------ | ----------- |
| Dangov 28' Velichkov 48' Sokolov 66' | Raport |             |

| Rapid Viena | 0–1    | Diósgyőri VTK |
| ----------- | ------ | ------------- |
|             | Raport | Fükő 86'      |

| Skeid   | 1–3    | Ipswich Town                           |
| ------- | ------ | -------------------------------------- |
| Rein 5' | Raport | - Mills 10' - Turner 35' - Mariner 53' |

| Sporting Lisabona | 2–0    | Bohemians |
| ----------------- | ------ | --------- |
| Manoel 20', 68'   | Raport |           |

| Sporting Gijón | 0–0    | PSV Eindhoven |
| -------------- | ------ | ------------- |
|                | Raport |               |

| Valletta | 0–4    | Leeds United                      |
| -------- | ------ | --------------------------------- |
|          | Raport | - Graham 12', 46', 53' - Hart 33' |

| Stuttgart  | 1–0    | Torino |
| ---------- | ------ | ------ |
| Kelsch 70' | Raport |        |

| Widzew Łódź                  | 2–1    | Saint-Étienne |
| ---------------------------- | ------ | ------------- |
| - Boniek 66' - Kowenicki 82' | Raport | Platini 36'   |

| Wiener Sport-Club | 0–0    | Universitatea Craiova |
| ----------------- | ------ | --------------------- |
|                   | Raport |                       |

### Retur
| Esbjerg  | 1–1    | Zbrojovka Brno |
| -------- | ------ | -------------- |
| Bach 74' | Raport | Jarůšek 61'    |

Zbrojovka Brno a câștigat cu scorul general de 7–1.
| Stal Mielec | 0–1    | AGF        |
| ----------- | ------ | ---------- |
|             | Raport | Jensen 81' |

AGF a câștigat cu scorul general de 2–1.
| Eintracht Frankfurt | 1–0    | Aberdeen |
| ------------------- | ------ | -------- |
| Hölzenbein 50'      | Raport |          |

Eintracht Frankfurt a câștigat cu scorul general de 2–1.
| Benfica                    | 2–1    | Aris Salonic    |
| -------------------------- | ------ | --------------- |
| - Reinaldo 21' - Gomes 50' | Raport | Semertzidis 80' |

Aris Salonic a câștigat cu scorul general de 4–3.
| Dynamo Dresden                             | 3–0    | Atlético Madrid |
| ------------------------------------------ | ------ | --------------- |
| - Riedel 21' - Ruiz 36' (o.g.) - Weber 47' | Raport |                 |

Dynamo Dresden a câștigat cu scorul general de 5–1.
| Viking       | 1–1    | Borussia Mönchengladbach |
| ------------ | ------ | ------------------------ |
| Bjørnsen 44' | Raport | Kulik 61'                |

Borussia Mönchengladbach a câștigat cu scorul general de 4–1.
| Alki Larnaca | 0–9    | Dinamo București                                                                                               |
| ------------ | ------ | --- |
|              | Raport | - Georgescu 9' (pen.), 46', 67' - Augustin 20' - Vrînceanu 21', 75' - Țălnar 52' - Mulțescu 54' - Moldovan 61' |

Dinamo București a câștigat cu scorul general de 12–0.
| Anderlecht  | 1–1    | Dundee United |
| ----------- | ------ | ------------- |
| Nielsen 25' | Raport | Kopel 80'     |

1–1; Dundee United a câștigat grație golului marcat în deplasare.
| Bayern München                         | 2–2    | Bohemians Praga          |
| -------------------------------------- | ------ | ------------------------ |
| - Rummenigge 55' - Breitner 84' (pen.) | Raport | - Ondra 83' - Prokeš 85' |

Bayern München a câștigat cu scorul general de 4–2.
| West Bromwich Albion | 1–2    | Carl Zeiss Jena     |
| -------------------- | ------ | ------------------- |
| Wile 33'             | Raport | Raab 6', 61' (pen.) |

Carl Zeiss Jena a câștigat cu scorul general de 4–1.
| ȚSKA Sofia          | 1–1    | Dinamo Kiev |
| ------------------- | ------ | ----------- |
| Metodiev 62' (pen.) | Raport | Buryak 60'  |

Dinamo Kiev a câștigat cu scorul general de 3–2.
| Grasshoppers                                       | 4–0    | Progrès Niederkorn |
| -------------------------------------------------- | ------ | ------------------ |
| - Ponte 15' - Pfister 29' - Egli 36' - Hermann 86' | Raport |                    |

Grasshoppers a câștigat cu scorul general de 6–0.
| Monaco               | 2–0    | Șahtar Donețk |
| -------------------- | ------ | ------------- |
| Onnis 49' Dalger 53' | Raport |               |

Monaco a câștigat cu scorul general de 3–2.
| Everton | 0–1    | Feyenoord   |
| ------- | ------ | ----------- |
|         | Raport | Budding 76' |

Feyenoord a câștigat cu scorul general de 2–0.
| Kaiserslautern                                         | 5–1    | Zürich    |
| ------------------------------------------------------ | ------ | --------- |
| - Melzer 15', 46' - Kaminke 29' - Wendt 54' - Geye 85' | Raport | Zappa 16' |

Kaiserslautern a câștigat cu scorul general de 8–2.
| Steaua Roșie Belgrad               | 3–1    | Galatasaray |
| ---------------------------------- | ------ | ----------- |
| - Savić 20', 73' - Milovanović 77' | Raport | Tekin 76'   |

Steaua Roșie Belgrad a câștigat cu scorul general de 3–1.
| Standard Liège | 1–0    | Glenavon |
| -------------- | ------ | -------- |
| Edström 57'    | Raport |          |

Standard Liège a câștigat cu scorul general de 2–0.
| Real Sociedad        | 2–0    | Inter Milan |
| -------------------- | ------ | ----------- |
| Satrústegui 22', 78' | Raport |             |

Inter Milan a câștigat cu scorul general de 3–2.
| Keflavík              | 1–0    | Kalmar FF |
| --------------------- | ------ | --------- |
| Andreasson 17' (o.g.) | Raport |           |

2–2; Keflavík a câștigat grație golului marcat în deplasare.
| Malmö FF           | 2–0    | KPT |
| ------------------ | ------ | --- |
| Arvidsson 68', 79' | Raport |     |

Malmö FF a câștigat cu scorul general de 4–1.
| Olympiacos    | 1–0    | Napoli |
| ------------- | ------ | ------ |
| Karavitis 37' | Raport |        |

Napoli a câștigat cu scorul general de 2–1.
| Baník Ostrava                                                      | 6–0    | Orduspor |
| ------------------------------------------------------------------ | ------ | -------- |
| - Knapp 20' - Vojáček 25' - Němec 30' - Lička 55', 63' - Daněk 68' | Raport |          |

Baník Ostrava a câștigat cu scorul general de 6–2.
| Dinamo Zagreb | 0–0    | Perugia |
| ------------- | ------ | ------- |
|               | Raport |         |

Perugia a câștigat cu scorul general de 1–0.
| Ferencváros                   | 2–0    | Lokomotiv Sofia |
| ----------------------------- | ------ | --------------- |
| Pusztai 43' Pogány 60' (pen.) | Raport |                 |

Lokomotiv Sofia a câștigat cu scorul general de 3–2.
| Diósgyőri VTK                        | 3–2    | Rapid Viena                     |
| ------------------------------------ | ------ | ------------------------------- |
| - Szalai 9' - Fekete 17' - Tatár 83' | Raport | - Keglevits 42' - Sallmayer 61' |

Diósgyőri VTK a câștigat cu scorul general de 4–2.
| Ipswich Town                                                               | 7–0    | Skeid |
| -------------------------------------------------------------------------- | ------ | ----- |
| - Wark 8' - Mühren 19', 23' - Thijssen 38' - Mariner 58' - McCall 63', 84' | Raport |       |

Ipswich Town a câștigat cu scorul general de 10–1.
| Bohemians | 0–0    | Sporting Lisabona |
| --------- | ------ | ----------------- |
|           | Raport |                   |

Sporting Lisabona a câștigat cu scorul general de 2–0.
| PSV Eindhoven         | 1–0    | Sporting Gijón |
| --------------------- | ------ | -------------- |
| W. van de Kerkhof 21' | Raport |                |

PSV Eindhoven a câștigat cu scorul general de 1–0.
| Leeds United                        | 3–0    | Valletta |
| ----------------------------------- | ------ | -------- |
| - Curtis 1' - Hankin 17' - Hart 36' | Raport |          |

Leeds United a câștigat cu scorul general de 7–0.
| Torino                    | 2–1 (d.p.) | Stuttgart     |
| ------------------------- | ---------- | ------------- |
| C. Sala 65' Graziani 104' | Raport     | Ohlicher 120' |

2–2; Stuttgart a câștigat grație golului marcat în deplasare.
| Saint-Étienne            | 3–0    | Widzew Łódź |
| ------------------------ | ------ | ----------- |
| Rep 25', 52' (pen.), 68' | Raport |             |

Saint-Étienne a câștigat cu scorul general de 4–2.
| Universitatea Craiova             | 3–1    | Wiener Sport-Club |
| --------------------------------- | ------ | ----------------- |
| - Cămătaru 24', 74' - Geolgău 49' | Raport | - Drabits 83'     |

Universitatea Craiova a câștigat cu scorul general de 3–1.

## A doua rundă
| Echipa #1                 | Total  | Echipa #2             | Tur           | Retur                |
| ------------------------- | ------ | --------------------- | ------------- | -------------------- |
| Zbrojovka Brno            | 5–2    | Keflavik ÍF           | 3–1 (Cronică) | 2–1 (Cronică)        |
| Aarhus Gymnastik Forening | 2–5    | Bayern München        | 1–2 (Cronică) | 1–3 (Cronică)        |
| Aris Salonic              | 4–1    | Perugia               | 1–1 (Cronică) | 3–0 (Cronică)        |
| Borussia Mönchengladbach  | 4–3    | Internazionale        | 1–1 (Cronică) | 3–2 (d.p.) (Cronică) |
| Dinamo București          | 2–3    | Eintracht Frankfurt   | 2–0 (Cronică) | 0–3 (d.p.) (Cronică) |
| Dundee United F.C.        | 1–4    | Diósgyőri VTK Miskolc | 0–1 (Cronică) | 1–3 (Cronică)        |
| Dynamo Dresden            | 1–1(a) | Stuttgart             | 1–1 (Cronică) | 0–0 (Cronică)        |
| FC Baník Ostrava          | 1–2    | FC Dinamo Kiev        | 1–0 (Cronică) | 0–2 (Cronică)        |
| FC Universitatea Craiova  | 4–0    | Leeds United F.C.     | 2–0 (Cronică) | 2–0 (Cronică)        |
| Feyenoord Rotterdam       | 5–1    | Malmö FF              | 4–0 (Cronică) | 1–1 (Cronică)        |
| Grasshopper Club Zürich   | (a)1–1 | Ipswich Town F.C.     | 0–0 (Cronică) | 1–1 (Cronică)        |
| Lokomotiv Sofia           | 5–4    | AS Monaco             | 4–2 (Cronică) | 1–2 (Cronică)        |
| PSV Eindhoven             | 2–6    | AS Saint-Étienne      | 2–0 (Cronică) | 0–6 (Cronică)        |
| Steaua Roșie Belgrad      | 6–4    | FC Carl Zeiss Jena    | 3–2 (Cronică) | 3–2 (Cronică)        |
| Sporting Lisabona         | 1–3    | 1. FC Kaiserslautern  | 1–1 (Cronică) | 0–2 (Cronică)        |
| Standard Liège            | 3–2    | Napoli                | 2–1 (Cronică) | 1–1 (Cronică)        |

### Tur
| Zbrojovka Brno                   | 3–1    | Keflavík     |
| -------------------------------- | ------ | ------------ |
| - Kotásek 43', 46' - Janečka 82' | Raport | Georgsson 8' |

| AGF        | 1–2    | Bayern München      |
| ---------- | ------ | ------------------- |
| Sander 84' | Raport | Rummenigge 41', 48' |

| Aris Salonic    | 1–1    | Perugia   |
| --------------- | ------ | --------- |
| Semertzidis 64' | Raport | Rossi 17' |

| Borussia Mönchengladbach | 1–1    | Inter Milan   |
| ------------------------ | ------ | ------------- |
| Hannes 39'               | Raport | Altobelli 53' |

| Dinamo București                     | 2–0    | Eintracht Frankfurt |
| ------------------------------------ | ------ | ------------------- |
| - Mulțescu 22' (pen.) - Augustin 88' | Raport |                     |

| Dundee United | 0–1    | Diósgyőri VTK |
| ------------- | ------ | ------------- |
|               | Raport | Fekete 89'    |

| Dynamo Dresden   | 1–1    | Stuttgart   |
| ---------------- | ------ | ----------- |
| Weber 34' (pen.) | Raport | Förster 44' |

| Baník Ostrava | 1–1    | Dinamo Kiev |
| ------------- | ------ | ----------- |
| Němec 51'     | Raport |             |

| Universitatea Craiova       | 2–0    | Leeds United |
| --------------------------- | ------ | ------------ |
| - Balaci 12' - Irimescu 78' | Raport |              |

| Feyenoord                                                | 4–0    | Malmö FF |
| -------------------------------------------------------- | ------ | -------- |
| - Pétursson 1', 27' (pen.), 80' (pen.) - van Deinsen 45' | Raport |          |

| Grasshoppers | 0–0    | Ipswich Town |
| ------------ | ------ | ------------ |
|              | Raport |              |

| Lokomotiv Sofia                    | 4–2    | Monaco                |
| ---------------------------------- | ------ | --------------------- |
| Mihaylov 27', 36', 80' (pen.), 88' | Raport | Onnis 75', 86' (pen.) |

| PSV Eindhoven                        | 2–0    | Saint-Étienne |
| ------------------------------------ | ------ | ------------- |
| - W. van de Kerkhof 12' - Koster 61' | Raport |               |

| Steaua Roșie Belgrad                         | 3–2    | Carl Zeiss Jena               |
| -------------------------------------------- | ------ | ----------------------------- |
| - Savić 12' (pen.) - Muslin 24' - Šestić 77' | Raport | - Raab 63' - Vogel 66' (pen.) |

| Sporting Lisabona | 1–1    | Kaiserslautern |
| ----------------- | ------ | -------------- |
| Manoel 47'        | Raport | Bongartz 52'   |

| Standard Liège                           | 2–1    | Napoli     |
| ---------------------------------------- | ------ | ---------- |
| - Plessers 50' - Sigurvinsson 56' (pen.) | Raport | Capone 25' |

### Retur
| Keflavík     | 1–2    | Zbrojovka Brno            |
| ------------ | ------ | ------------------------- |
| Ólafsson 83' | Raport | - Kroupa 25' - Vojtek 65' |

Zbrojovka Brno a câștigat cu scorul general de 5–2.
| Bayern München                   | 3–1    | AGF           |
| -------------------------------- | ------ | ------------- |
| - Hoeneß 30', 89' - Breitner 83' | Raport | Mikkelsen 40' |

Bayern München a câștigat cu scorul general de 5–2.
| Perugia | 0–3    | Aris Salonic                          |
| ------- | ------ | ------------------------------------- |
|         | Raport | Ballis 7' Semertzidis 17' Zindros 62' |

Aris Salonic a câștigat cu scorul general de 4–1.
| Inter Milan        | 2–3 (d.p.) | Borussia Mönchengladbach             |
| ------------------ | ---------- | ------------------------------------ |
| Altobelli 24', 93' | Raport     | Nickel 33', 108' (pen.) Ringels 103' |

Borussia Mönchengladbach a câștigat cu scorul general de 4–3.
| Eintracht Frankfurt                       | 3–0 (d.p.) | Dinamo București |
| ----------------------------------------- | ---------- | ---------------- |
| - Cha 73' - Hölzenbein 90+1' - Nickel 94' | Raport     |                  |

Eintracht Frankfurt a câștigat cu scorul general de 3–2.
| Diósgyőri VTK                      | 3–1    | Dundee United |
| ---------------------------------- | ------ | ------------- |
| Borostyán 8' Tatár 43' (pen.), 68' | Raport | Kopel 80'     |

Diósgyöri VTK a câștigat cu scorul general de 4–1.
| Stuttgart | 0–0    | Dynamo Dresden |
| --------- | ------ | -------------- |
|           | Raport |                |

1–1; Stuttgart a câștigat grație golului marcat în deplasare.
| Dinamo Kiev                  | 2–0    | Baník Ostrava |
| ---------------------------- | ------ | ------------- |
| Demyanenko 59' Khapsalis 77' | Raport |               |

Dinamo Kiev a câștigat cu scorul general de 2–1.
| Leeds United | 0–2    | Universitatea Craiova      |
| ------------ | ------ | -------------------------- |
|              | Raport | - Cârțu 68' - Beldeanu 84' |

Universitatea Craiova a câștigat cu scorul general de 4–0.
| Malmö FF      | 1–1    | Feyenoord     |
| ------------- | ------ | ------------- |
| Arvidsson 88' | Raport | Pétursson 82' |

Feyenoord a câștigat cu scorul general de 5–1.
| Ipswich Town | 1–1    | Grasshoppers |
| ------------ | ------ | ------------ |
| Beattie 43'  | Raport | Sulser 69'   |

1–1; Grasshoppers a câștigat grație golului marcat în deplasare.
| Monaco                  | 2–1    | Lokomotiv Sofia |
| ----------------------- | ------ | --------------- |
| Christophe 2' Onnis 39' | Raport | Mihaylov 77'    |

Lokomotiv Sofia a câștigat cu scorul general de 5–4.
| Saint-Étienne                                                             | 6–0    | PSV Eindhoven |
| ------------------------------------------------------------------------- | ------ | ------------- |
| - Larios 3' - Platini 4', 59' - Santini 5' - Roussey 88' - Rep 90' (pen.) | Raport |               |

Saint-Étienne a câștigat cu scorul general de 6–2.
| Carl Zeiss Jena           | 2–3    | Steaua Roșie Belgrad                                     |
| ------------------------- | ------ | -------------------------------------------------------- |
| - Trocha 42' - Töpfer 82' | Raport | - Kurbjuweit 63' (o.g.) - Filipović 65' - Blagojević 76' |

Steaua Roșie Belgrad a câștigat cu scorul general de 6–4.
| Kaiserslautern                    | 2–0    | Sporting Lisabona |
| --------------------------------- | ------ | ----------------- |
| - Bongartz 26' - Neues 63' (pen.) | Raport |                   |

Kaiserslautern a câștigat cu scorul general de 3–1.
| Napoli      | 1–1    | Standard Liège |
| ----------- | ------ | -------------- |
| Damiani 77' | Raport | Riedl 40'      |

Standard Liège a câștigat cu scorul general de 3–2.

## A treia rundă
| Echipa #1                | Total  | Echipa #2                | Tur           | Retur         |
| ------------------------ | ------ | ------------------------ | ------------- | ------------- |
| AS Saint-Étienne         | 7–4    | Aris Salonic             | 4–1 (Cronică) | 3–3 (Cronică) |
| Bayern München           | 4–3    | Steaua Roșie Belgrad     | 2–0 (Cronică) | 2–3 (Cronică) |
| Borussia Mönchengladbach | 2–1    | FC Universitatea Craiova | 2–0 (Cronică) | 0–1 (Cronică) |
| Diósgyőri VTK Miskolc    | 1–8    | 1. FC Kaiserslautern     | 0–2 (Cronică) | 1–6 (Cronică) |
| Eintracht Frankfurt      | 4–2    | Feyenoord Rotterdam      | 4–1 (Cronică) | 0–1 (Cronică) |
| Grasshopper Club Zürich  | 0–5    | Stuttgart                | 0–2 (Cronică) | 0–3 (Cronică) |
| Lokomotiv Sofia          | (a)2–2 | FC Dinamo Kiev           | 1–0 (Cronică) | 1–2 (Cronică) |
| Standard Liège           | 3–5    | Zbrojovka Brno           | 1–2 (Cronică) | 2–3 (Cronică) |

### Tur
| Saint-Étienne                                               | 4–1    | Aris Salonic    |
| ----------------------------------------------------------- | ------ | --------------- |
| - Platini 14' (pen.) - Larios 46' - Lopez 54' - Roussey 77' | Raport | Semertzidis 34' |

| Bayern München                | 2–0    | Steaua Roșie Belgrad |
| ----------------------------- | ------ | -------------------- |
| - Rummenigge 51' - Janzon 69' | Raport |                      |

| Borussia Mönchengladbach | 2–0    | Universitatea Craiova |
| ------------------------ | ------ | --------------------- |
| Nickel 10', 79'          | Raport |                       |

| Diósgyőri VTK | 0–2    | Kaiserslautern             |
| ------------- | ------ | -------------------------- |
|               | Raport | - Riedl 13' - Bongartz 55' |

| Eintracht Frankfurt                                  | 4–1    | Feyenoord   |
| ---------------------------------------------------- | ------ | ----------- |
| - Cha 20' - Nickel 30' - Müller 56' - Lottermann 60' | Raport | Stafleu 85' |

| Grasshoppers | 0–2    | Stuttgart                  |
| ------------ | ------ | -------------------------- |
|              | Raport | - Klotz 14' - Hadewicz 79' |

| Lokomotiv Sofia | 1–0    | Dinamo Kiev |
| --------------- | ------ | ----------- |
| Mihaylov 38'    | Raport |             |

| Standard Liège | 1–2    | Zbrojovka Brno            |
| -------------- | ------ | ------------------------- |
| Voordeckers 6' | Raport | - Svoboda 60' - Došek 85' |

### Retur
| Aris Salonic                                           | 3–3    | Saint-Étienne                      |
| ------------------------------------------------------ | ------ | ---------------------------------- |
| - Zindros 20' - Pallas 85' (pen.) - Janvion 88' (o.g.) | Raport | - Larios 7' - Zimako 65' - Rep 78' |

Saint-Étienne a câștigat cu scorul general de 7–4.
| Steaua Roșie Belgrad                   | 3–2    | Bayern München  |
| -------------------------------------- | ------ | --------------- |
| - Savić 3' - Petrović 41' - Repčić 49' | Raport | Hoeneß 65', 68' |

Bayern München a câștigat cu scorul general de 4–3.
| Universitatea Craiova | 1–0    | Borussia Mönchengladbach |
| --------------------- | ------ | ------------------------ |
| Irimescu 75'          | Raport |                          |

Borussia Mönchengladbach a câștigat cu scorul general de 2–1.
| Kaiserslautern                                                                                 | 6–1    | Diósgyőri VTK |
| ---------------------------------------------------------------------------------------------- | ------ | ------------- |
| - Neues 47' (pen.) - Melzer 52' - Brummer 62' - Kaminke 66' - Bongartz 78' - Stabel 90' (pen.) | Raport | Borostyán 54' |

Kaiserslautern a câștigat cu scorul general de 8–1.
| Feyenoord  | 1–0    | Eintracht Frankfurt |
| ---------- | ------ | ------------------- |
| Peters 89' | Raport |                     |

Eintracht Frankfurt a câștigat cu scorul general de 4–2.
| Stuttgart                             | 3–0    | Grasshoppers |
| ------------------------------------- | ------ | ------------ |
| - Müller 4' - Martin 35' - Kelsch 59' | Raport |              |

Stuttgart a câștigat cu scorul general de 5–0.
| Dinamo Kiev               | 2–1    | Lokomotiv Sofia |
| ------------------------- | ------ | --------------- |
| Blokhin 41' Khapsalis 43' | Raport | Doichev 72'     |

2–2; Lokomotiv Sofia a câștigat grație golului marcat în deplasare.
| Zbrojovka Brno                           | 3–2    | Standard Liège                      |
| ---------------------------------------- | ------ | ----------------------------------- |
| - Jarůšek 44' - Kroupa 65' - Janečka 69' | Raport | - Edström 18' - Norton de Matos 54' |

Zbrojovka Brno a câștigat cu scorul general de 5–3.

## Sferturi
| Echipa 1            | Scor gen. | Echipa 2                 | Tur           | Retur         |
| ------------------- | --------- | ------------------------ | ------------- | ------------- |
| Kaiserslautern      | 2–4       | Bayern München           | 1–0 (Cronică) | 1–4 (Cronică) |
| Saint-Étienne       | 1–6       | Borussia Mönchengladbach | 1–4 (Cronică) | 0–2 (Cronică) |
| Eintracht Frankfurt | 6–4       | Zbrojovka Brno           | 4–1 (Cronică) | 2–3 (Cronică) |
| Stuttgart           | 4–1       | Lokomotiv Sofia          | 3–1 (Cronică) | 1–0 (Cronică) |

### Tur
| Kaiserslautern | 1–0    | Bayern München |
| -------------- | ------ | -------------- |
| Brummer 57'    | Raport |                |

| Saint-Étienne      | 1–4    | Borussia Mönchengladbach               |
| ------------------ | ------ | -------------------------------------- |
| Platini 55' (pen.) | Raport | Nielsen 15', 21' Nickel 18' Lienen 36' |

| Eintracht Frankfurt                                   | 4–1    | Zbrojovka Brno |
| ----------------------------------------------------- | ------ | -------------- |
| Nachtweih 13' Lorant 44' (pen.) Nickel 51' Karger 72' | Raport | Horný 31'      |

| Stuttgart                          | 3–1    | Lokomotiv Sofia |
| ---------------------------------- | ------ | --------------- |
| Müller 30' Volkert 35' (pen.), 76' | Raport | Kolev 29'       |

### Retur
| Bayern München                                       | 4–1    | Kaiserslautern |
| ---------------------------------------------------- | ------ | -------------- |
| - Hoeneß 35', 82' - Janzon 60' - Breitner 73' (pen.) | Raport | Wendt 13'      |

Bayern München a câștigat cu scorul general de 4–2.
| Borussia Mönchengladbach     | 2–0    | Saint-Étienne |
| ---------------------------- | ------ | ------------- |
| - Thychosen 11' - Hannes 15' | Raport |               |

Borussia Mönchengladbach a câștigat cu scorul general de 6–1.
| Zbrojovka Brno                          | 3–2    | Eintracht Frankfurt          |
| --------------------------------------- | ------ | ---------------------------- |
| - Horný 10' - Kotásek 89' - Kopenec 90' | Raport | - Karger 18' - Neuberger 77' |

Eintracht Frankfurt a câștigat cu scorul general de 6–4.
| Lokomotiv Sofia | 0–1    | Stuttgart   |
| --------------- | ------ | ----------- |
|                 | Raport | Ohlicher 7' |

Stuttgart a câștigat cu scorul general de 4–1.

## Semifinale
| Echipa #1      | Total | Echipa #2                | Tur | Retur      |
| -------------- | ----- | ------------------------ | --- | ---------- |
| Bayern München | 3–5   | Eintracht Frankfurt      | 2–0 | 1–5 (d.p.) |
| Stuttgart      | 2–3   | Borussia Mönchengladbach | 2–1 | 0–2        |

### Tur
| Bayern München                    | 2–0                 | Eintracht Frankfurt |
| --------------------------------- | ------------------- | ------------------- |
| D. Hoeneß 50' Breitner 76' (pen.) | Report UEFA Cronică |                     |

| Stuttgart                       | 2–1                 | Borussia Mönchengladbach |
| ------------------------------- | ------------------- | ------------------------ |
| Ohlicher 87' Volkert 90' (pen.) | Report UEFA Cronică | Nickel 74'               |

### Retur
| Eintracht Frankfurt                                  | 5–1 (d.p.)          | Bayern München |
| ---------------------------------------------------- | ------------------- | -------------- |
| Pezzey 31', 87' Karger 103', 107' Lorant 118' (pen.) | Report UEFA Cronică | Dremmler 105'  |

Eintracht Frankfurt a câștigat cu scorul general de 5–3.
| Borussia Mönchengladbach | 2–0                 | Stuttgart |
| ------------------------ | ------------------- | --------- |
| Matthäus 23' Schäfer 68' | Report UEFA Cronică |           |

Borussia Mönchengladbach a câștigat cu scorul general de 3–2.

## Finala
| Echipa 1                 | Scor gen. | Echipa 2            | Tur           | Retur         |
| ------------------------ | --------- | ------------------- | ------------- | ------------- |
| Borussia Mönchengladbach | 3–3 (a)   | Eintracht Frankfurt | 3–2 (Cronică) | 0–1 (Cronică) |

| Borussia Mönchengladbach    | 3–2    | Eintracht Frankfurt       |
| --------------------------- | ------ | ------------------------- |
| Kulik 45', 88' Matthäus 77' | Raport | Karger 37' Hölzenbein 71' |

| Eintracht Frankfurt | 1–0    | Borussia Mönchengladbach |
| ------------------- | ------ | ------------------------ |
| Schaub 81'          | Raport |                          |

3–3; Eintracht Frankfurt a câștigat grație golurilor marcate în deplasare.